# Persistente organische Schadstoffe
Persistente organische Schadstoffe, auch langlebige organische Schadstoffe oder POP (von englisch persistent organic pollutants), sind organische Verbindungen, die in der Umwelt nur sehr langsam abgebaut oder umgewandelt werden (Persistenz), sich in Organismen anreichern und dort schädliche Effekte entfalten sowie über weite Strecken transportiert werden können. Typische Vertreter sind die Organochlor-Insektizide der „ersten Generation“ (zum Beispiel Chlordan, DDT, Dieldrin, Toxaphen), einige industriell hergestellte Chemikalien (PCB) sowie Nebenprodukte von Herstellungs- und Verbrennungsprozessen (Dioxine).

## Eigenschaften
POP sind meist „semi-volatil“, sie können also sowohl in der Gasphase als auch an Staubpartikel gebunden vorkommen. Dadurch sind sie in gewissem Umfang in der Umwelt mobil und können durch Ferntransportmechanismen weltweit (ubiquitär) verteilt werden. Sie lassen sich selbst in sehr entlegenen Regionen wie den Polgebieten nachweisen.
Persistente organische Schadstoffe sind relativ widerstandsfähig gegenüber chemischen, biologischen und photolytischen Abbauprozessen. Häufig sind sie aus Chlor- und Kohlenstoffatomen zusammengesetzt, die Chlor-Kohlenstoff-Bindung ist gegenüber einer Hydrolyse sehr beständig. Je höher der Chloranteil, desto besser ist die Widerstandsfähigkeit gegen biologischen Abbau und Photolyse. Durch die Halogenierung sind POP schlecht wasserlöslich, wodurch sie sich primär in Fettgewebe von Tieren und Menschen verteilen und sich dort anreichern (Bioakkumulation) können.
Einige POP gelten als endokrine Disruptoren oder sind kanzerogen, teilweise wurden sie auch mit Unfruchtbarkeit, Verhaltensauffälligkeiten und Immundefekten in Verbindung gebracht.

## Stoffklassen
Vorwiegend sind es halogenierte organische Verbindungen, die in der Nahrungskette angereichert werden. Alle in das Stockholmer Übereinkommen aufgenommenen Stoffe gehören zu dieser Gruppe. Das sogenannte Dreckige Dutzend besteht nur aus Organochlorverbindungen. Insbesondere sind die Organochlorpestizide, wie DDT oder Endrin, von Bedeutung. Hinzu kommen bromierte Flammschutzmittel und perfluorierte Verbindungen wie Perfluoroctansulfonat (PFOS), die als oberflächenaktive Substanzen bei Textilien eingesetzt wurden.

## Humanexposition
Aufgrund der hohen Persistenz gelangen viele halogenierte Schadstoffe über die Nahrungskette auch in den menschlichen Organismus und können durch chromatographische Verfahren sicher identifiziert und quantifiziert werden.

## Kriterien

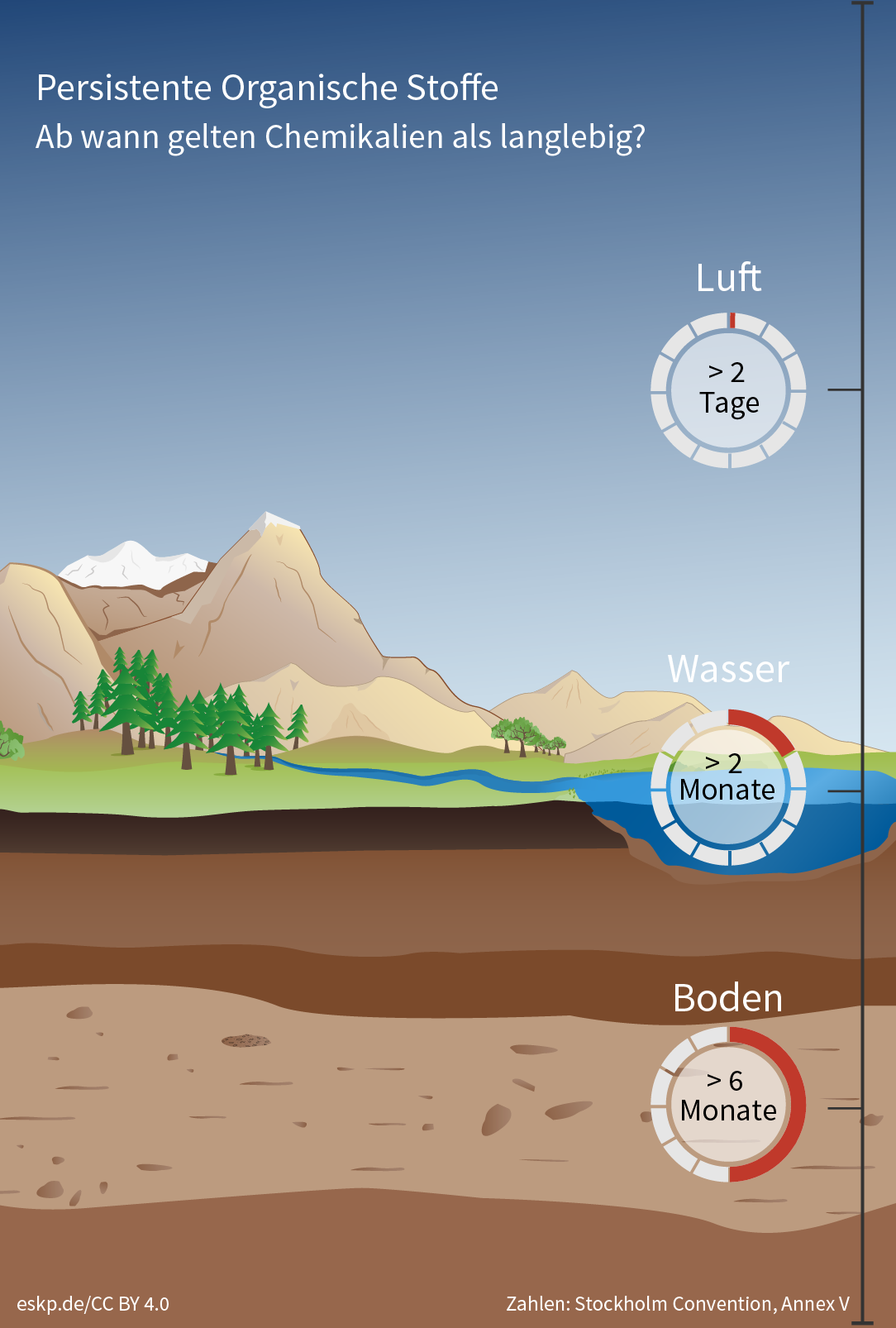
Die Grafik zeigt, ab welcher Verweildauer in einem Umweltkompartiment ein Schadstoff als langlebig eingestuft wird (Stockholmer Übereinkommen, Anlage D)

Gemäß Anlage D des Stockholmer Übereinkommens müssen für eine Aufnahme eines Stoffs als POP eine der folgende vier Kriterien erfüllt sein:
- Persistenz: z. B. Halbwertszeit in Wasser > 2 Monate oder im Boden bzw. in Sedimenten > 6 Monate
- Bioakkumulation: z. B. Biokonzentrationsfaktor oder Bioakkumulationsfaktor > 5000 oder, falls dieser nicht bekannt ist, ein log KOW > 5
- Potential zum weiträumigen Transport in der Umwelt: z. B. das Vorhandensein eines Stoffs (weit) entfernt vom Ort der Freisetzung
- Schädliche Auswirkungen: Der Beleg von schädlichen Auswirkungen auf die menschliche Gesundheit oder die Umwelt

In der REACH-Verordnung gibt es in Anhang XIII verwandte Klassierungen für persistente (PBT-Stoff) sehr persistente Stoffe (vPvB-Stoff).

## Regulierung
Aufgrund ihrer ubiquitären Verbreitung, der Anreicherung im Körpergewebe und möglichen Gesundheitsschäden wird auf internationaler Ebene versucht, Herstellung und Einsatz von bestimmten POP einzuschränken oder ganz zu verbieten. In einem ersten Ansatz wurden 2001 mit dem Stockholmer Übereinkommen Herstellung und Gebrauch von zwölf Stoffen und Stoffgruppen (Dreckiges Dutzend) eingeschränkt oder verboten. Dabei unterscheidet das Stockholmer Übereinkommen auf der einen Seite die gezielt hergestellten Stoffen, wie Pflanzenschutzmittel oder PCB, die auf eine Bannliste kamen und deren Herstellung untersagt ist. Zum anderen sind aber die POP benannt, die unabsichtlich als „Nebenprodukt“ bei „umweltrelevanten Ereignissen“ (Brände, Feuerwerk, Vulkanausbrüche) entstehen und letztlich ebenfalls langfristig in die Umwelt und in die Nahrungskette kommen, wie die Dioxine oder Pentachlorphenol.

### EU
Am 29. April 2004 wurden mit der Verordnung (EG) Nr. 850/2004 detaillierte Vorgaben hinsichtlich der Herstellung, des Inverkehrbringens, der Verwendung und der Freisetzung von POP für die Mitgliedsstaaten der EU festgelegt. Ziel der Verordnung ist, im Einklang mit dem Vorsorgeprinzip, die menschliche Gesundheit und die Umwelt vor den POP zu schützen. Die Verordnung (EG) Nr. 850/2004 trat inzwischen außer Kraft und wurde durch die Verordnung (EU) 2019/1021 ersetzt.